# Mompati Merafhe
Mompati Sebogodi Merafhe (n. Serowe, 6 de junio de 1936 - Gaborone, 7 de enero de 2015) fue un militar y político botsuano. Fue el primer comandante de las Fuerzas de Defensa, el ejército regular de Botsuana, desde su creación en 1977 hasta 1989, cuando se retiró para involucrarse en política. Como miembro del gobernante Partido Democrático de Botsuana, ejerció como ministro de Relaciones Exteriores entre 1994 y 2008, en la última etapa del gobierno de Quett Masire y durante la totalidad del gobierno de Festus Mogae. En abril de 2008 fue nombrado vicepresidente de Botsuana en el gobierno de Ian Khama, cargo que mantuvo hasta su jubilación por motivos de salud en julio de 2012. En el parlamento, fue un miembro «especialmente elegido» de la Asamblea Nacional entre 1989 y 1994 y luego representó a la circunscripción de Mahalapye West durante cuatro mandatos consecutivos entre 1994 y 2014.
Nacido en Serowe, Merafhe recibió su educación secundaria en Moeng College y se unió a la entonces Fuerza de Policía del Protectorado de Bechuanalandia en 1960, donde gradualmente ascendió de rango. En 1971, cinco años después de la independencia de la República de Botsuana, asumió el cargo de comandante de la Unidad Móvil de la Policía, convirtiéndose en el primer ciudadano en ocupar tal cargo. Ocupó esta posición hasta abril de 1977, cuando el presidente Seretse Khama lo designó comandante de las recién creadas Fuerzas de Defensa de Botsuana. Merafhe debió dedicarse a construir un ejército profesional para el país africano en un momento en el que este afrontaba la persistente amenaza de incursiones militares de sus vecinos gobernados por regímenes de la minoría blanca (Sudáfrica, África del Sudoeste y Rodesia). Debido a su éxito en convertir el naciente BDF en una fuerza efectiva y muy respetada, el presidente Quett Masire decidió atraerlo a la política en 1989. Merafhe aceptó su oferta de ejercer de ministro de Relaciones Exteriores y se retiró, siendo reemplazado por Ian Khama.
Masire veía a Merafhe como un potencial sucesor, pero la participación continua del exgeneral en Las luchas internas entre facciones del partido llecaron a que fue ignorado para la vicepresidencia en 1992. Entre 1995 y 2002, Merafhe fue miembro de la Red Interparlamentaria de Derechos Humanos y del Grupo de Acción Ministerial de la Commonwealth (CMAG). Fue elegido por primera vez para el Comité Central del Partido Democrático de Botswana (BDP) en 1991 y permaneció en el organismo hasta que su salud obligó a su retiro en 2012. Después de ser designado como miembro del Parlamento «especialmente elegido» en 1989, Merafhe se convirtió en miembro electo del Parlamento por Mahalapye West en las elecciones de 1994. Sería reelegido en 1999, 2004 y 2009. Además de servir como ministro de Relaciones Exteriores, también ejerció durante un período como ministro de Asuntos Presidenciales y Administración Pública.
Cuando Ian Khama asumió la presidencia el 1 de abril de 2008, nombró a Merafhe vicepresidente. Merafhe fue aprobado como vicepresidente por el Parlamento el mismo día, recibiendo 48 de 56 votos, ningún voto en contra, dos votos nulos y seis abstenciones; prestó juramento de inmediato. El mismo día, Khama explicó al grupo del BDP que no tenía la intención de que Merafhe finalmente lo sucediera como presidente; imaginaba reemplazar a Merafhe con otro vicepresidente que a su vez sucedería a Khama en 2018. A Merafhe no se le asignó una cartera ministerial como vicepresidente, aunque se sugirió que se le podría asignar la tarea de implementar proyectos en todos los ministerios.
Merafhe se jubiló el 31 de julio de 2012 y Ponatshego Kedikilwe prestó juramento para sucederlo como vicepresidente el 1 de agosto. Murió la mañana del 7 de enero de 2015 a la edad de 78 años después de años de complicaciones de salud.